# Arcadius (empereur romain)
Pour les articles homonymes, voir Arcadius (homonymie).
Arcadius (en grec ancien : Ἀρκάδιος Arkadios; titre complet en latin : Arcadius Flavius Pius Felix ;  vers 377 – 1er mai 408) est auguste (empereur) dans la partie orientale de l’Empire romain de 383 à 408 (mais il n'est adulte et ne règne effectivement qu'à partir du 17 janvier 395 seulement). Il est le fils aîné de l’empereur Théodose Ier, dernier auguste à régner sur l’Empire romain unifié, et de la première épouse de celui-ci, Aelia Flacilla. Arcadius règne sur la partie orientale de l’empire alors que son frère cadet, Honorius, règne sur la partie occidentale. Arrivé au trône en bas âge, de physique ingrat et de caractère faible et hésitant, il est dominé tour à tour par des ministres tout-puissants et par son épouse, Aelia Eudoxia.
Pendant son règne, l’empire doit faire face à une rébellion des Wisigoths conduits par Alaric en 395 dans les Balkans ainsi qu’à une invasion des Huns qui ravagent la Syrie et l'Asie mineure. Très pieux, il devient pourtant la cible du patriarche de Constantinople Jean Chrysostome, lequel accuse l’impératrice de se substituer à son époux et de faire preuve d’un luxe ostentatoire. La querelle parvient jusqu’au pape à Rome et ne fait qu’accroître les tensions entre les deux empires. Il revient à son dernier préfet du prétoire, Anthémius, de tenter de réparer les relations entre l’Est et l’Ouest pendant qu’Arcadius s’efface de la vie publique jusqu’à sa mort en 408.

## Contexte historique

L'Empire romain vers 400, montrant la division entre Orient et Occident ainsi que leurs provinces et diocèses respectifs.

Lorsque l’empereur Jovien (r. 363-365) mourut subitement le 17 février 364 il appartint à l’armée de lui choisir un successeur. Après quelques hésitations, le choix se porta, le 26 février, sur Valentinien, Pannonien comme son prédécesseur et chrétien modéré, reconnu pour son énergie et son honnêteté. Ce compromis fut accueilli de diverses façons au sein de l’armée et on exigea de lui qu’il s’adjoigne un coempereur,. Valentinien choisit quelqu’un de la loyauté absolue de qui il pouvait être certain : son frère Valens (r. 364-378), à qui il donna la charge de la préfecture du prétoire d’Orient. C’était la première fois depuis la tétrarchie que chaque partie de l’empire avait son propre Auguste. Valentinien établit le siège de son gouvernement à Trèves, et ne se rendit jamais à Rome ; Valens pour sa part partagea son temps entre Antioche et Constantinople.
Tout comme celui de son frère à l’Ouest, le règne de Valens fut principalement consacré à combattre les ennemis aux frontières : les Goths en Europe (première campagne : 367-369; deuxième campagne : 376-378) et les Perses (373) en Asie mineure. Il trouva la mort au cours de la bataille d’Andrinople le 9 août 378 (près de la ville moderne d'Édirne en Turquie), lors de sa seconde campagne contre les Goths. Valens ne laissant pas d’héritier mâle, son coempereur d’Occident, Gratien (r. 367 – 383), se tourna vers un général espagnol, Théodose, avec qui il avait participé à la campagne contre les Goths sur le Rhin en 370 et contre les Sarmates sur le Danube en 372-373,. Il lui confia l’Orient de même que les diocèses de Dacie et de Macédoine qui faisaient jusque-là partie de son propre domaine.
Théodose Ier, dit le Grand, fut le dernier empereur à régner seul sur tout l'Empire romain, de sa victoire sur l’usurpateur Eugène le 6 septembre 394 à sa mort le 17 janvier 395,. En effet, lorsque Gratien fut assassiné par l’usurpateur Magnus Maximus en 383 et que ce dernier envahit l’Italie, Valentinien II et sa cour qui résidaient à Milan se réfugièrent à Thessalonique, dans la partie orientale de l’empire gouvernée par Théodose. Ce dernier promit d’aider Valentinien mais exigea en échange la main de sa sœur. Avant de partir en campagne, Théodose associa son fils aîné Arcadius au trône, lui donnant la charge de la préfecture du prétoire d’Orient et l’Illyrie. Théodose défit Magnus Maximus et rétablit Valentinien II sur le trône, mais il l’éloigna de l’Italie : il l’établit à Vienne, en Gaule. Pendant ce temps, lui-même resta en Italie jusqu’en 391. Il fit venir à ses côtés son second fils, Honorius, et lui donna la charge des préfectures du prétoire d’Italie et des Gaules. À sa mort, le 17 janvier 395, l’empire se retrouva définitivement régi par deux Augustes. Il ne devait retrouver son unité (théorique) que 80 ans plus tard, lorsque Romulus Augustulus (r. 475-476) fut démis de ses fonctions en 476 par le chef barbare Odoacre et que ses pouvoirs furent retournés à l’empereur Zénon (r. 474-475 et 476-491).

## Biographie

### Enfance et caractère d’Arcadius
Arcadius était né en 377 en Hispanie, donc avant que son père, Théodose le Jeune, n'ait été appelé par l’empereur d’Occident Gratien à succéder à l’empereur d’Orient Valens. Sa mère, Aelia Flaccilla, était la première épouse de Théodose et comme lui était née en Hispanie. Elle lui donna un second fils, Honorius (r. 393 – 423), né en 384, avant de mourir  vers 385/386.
Arcadius eut comme premiers tuteurs le rhéteur païen plus tard préfet de Constantinople Themistios, ainsi que le moine Arsène de Scété. Tant Arcadius qu’Honorius souffrirent du fait que le décès de leur père les laissait trop jeunes au pouvoir, Arcadius n’ayant que dix-sept ou dix-huit ans, Honorius sept.
À cet âge, Arcadius aurait dû en principe pouvoir régner seul. Toutefois, il était de caractère trop faible et d’esprit trop influençable pour prendre la direction des affaires. Parlant de lui, l’épistolier et philosophe grec Synésios de Cyrène (vers 370 – 413) le comparera à une méduse. Son aspect physique (de petite taille, de teint basané foncé, d’aspect chétif, aussi lent dans sa parole que dans ses mouvements) trahissait un caractère aussi médiocre que son intelligence.

### Influence de Rufin (392-395)

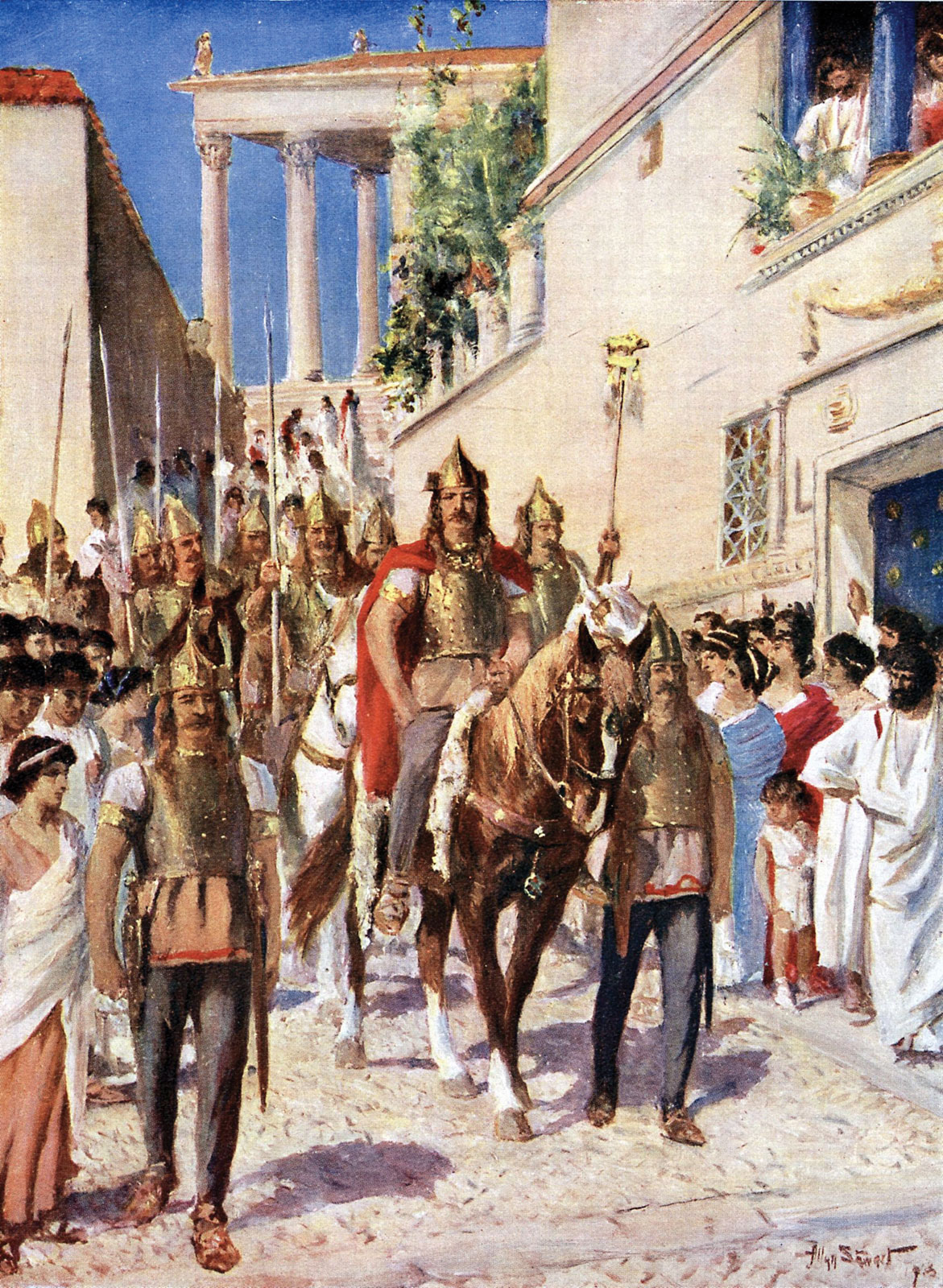
L’entrée d’Alaric à Athènes d’après le tableau d’un auteur inconnu.

Le 16 janvier 383, à l’occasion de la célébration de ses quinquennalia, Théodose éleva son fils Arcadius à la dignité de coempereur (Auguste). La même année, l’empereur Gratien était tué à Lyon lors de la rébellion de Magnus Maximus, comes de Bretagne acclamé empereur par ses troupes,. Quatre ans plus tard, Maximus envahissait l’Italie et l’empereur Valentinien II (r. 375-392) vint se réfugier à Thessalonique auprès de Théodose, lequel accepta de l’aider à reprendre son trône, exigeant en contrepartie la main de sa sœur, Galla. En 388, Théodose partit pour l’Italie, confiant la garde d’Arcadius à son préfet du prétoire, Eutolmius Tatianus. Après avoir remis Valentinien II sur le trône et l’avoir éloigné de l’Italie, Théodose s’installa à Milan où il devait rester jusqu’en 391, tentant de remettre de l’ordre dans la région et nommant pour ce faire ses propres administrateurs dans les postes de commande, dont le nouveau magister militum in praesentialis, le général franc Arbogast qui se vit confier la tutelle du jeune Valentinien.
Il était depuis peu de retour à Constantinople lorsque Valentinien II mourut, soit qu’il se fût agi d’un suicide, soit d’un meurtre commandité par Arbogast. Arbogast espérait peut-être se voir promu Auguste en Occident par Théodose en dépit de ses origines franques. Aucune réaction cependant ne vint de Constantinople où la mort de l’empereur ne fut connue qu’en juin. Le gouvernement ne pouvant fonctionner sans Auguste, Arbogast décida au mois d'août de faire nommer empereur Eugène (r. 392-394), homme estimé pour sa vaste culture hellène. La réaction de Théodose se fit attendre jusqu’en janvier 393 lorsqu’il éleva son fils Honorius au rang d'Auguste d'Occident, rejetant ainsi la nomination d’Eugène. Théodose se donna plusieurs mois pour assembler une nouvelle armée, composée cette fois encore de Goths ; il quitta Constantinople en 394, laissant la direction des affaires à Arcadius assisté du nouveau préfet du prétoire, Rufin (Flavius Rufinus) haut fonctionnaire ambitieux et sans scrupule qui avait réussi à remplacer Tatianus, l’accusant ainsi que son fils Proculus de malversation fiscale. La rencontre entre les armées d’Eugène et de Théodose eut lieu les 5 et 6 septembre 394 à la bataille de la rivière froide (bataille du Frigidus). Eugène fut vaincu ; fait prisonnier par Théodose, il fut décapité le jour même. Arbogast et son général en chef, Nicomaque Flavien, se donnèrent la mort quelques jours plus tard. Honorius, encore enfant, put alors prendre sa place comme Auguste de la partie occidentale de l’empire et Théodose le confia peu avant sa mort à la garde du commandant en chef de son armée, le Vandale Stilicon.
Au moment de la mort de Théodose, le 17 janvier 395, les véritables maitres du pouvoir étaient donc l’influent préfet du prétoire Rufin en Orient et le général Stilicon en Occident. Théodose avait bien spécifié de son vivant que son fils aîné, Arcadius, gouvernerait les préfectures du prétoire d’Orient et l’Illyrie et que son cadet, Honorius, serait en charge des préfectures d’Italie et de Gaule. Mais selon Stilicon, Théodose sur son lit de mort lui aurait confié la tutelle de ses deux fils. En Orient, Rufin refusa d’accepter cette version des faits. Or si Rufin contrôlait l’administration civile de la partie orientale de l’empire, Stilicon avait sous ses ordres la presque totalité des armées aussi bien d’Orient que d’Occident, réunies par Théodose pour réprimer la rébellion d’Eugène.
L’absence de ces armées mobiles, stationnées avec Stilicon à l’Ouest, constituait une invitation aux Huns de l’Est pour envahir la préfecture d’Orient en traversant le Caucase et l’Arménie pendant que les Huns de l’Ouest envahissaient le nord de la Thrace où étaient établis les Wisigoths.
À la cour d’Arcadius, l’ambitieux préfet du prétoire Rufin avait un ennemi en la personne du praepositus sacri cubiculi (chambellan) d’Arcadius, un eunuque âgé du nom d’Eutrope, aussi intelligent, peu scrupuleux et ambitieux que Rufin. Eutrope savait que Rufin ambitionnait de marier sa fille à Arcadius pour se rapprocher du trône et que s’il réussissait ce serait la fin de sa propre carrière. Aussi, saisissant l’occasion d’une absence de Rufin à Antioche, il introduisit dans le palais une jeune barbare d’une incroyable beauté (dont le nom germanique inconnu fut modifié en celui d’Eudoxia). Lorsque Rufin revint d’Antioche, Arcadius et Eudoxia étaient déjà unis, leur mariage ayant été célébré le 27 avril 395,.
À peu près à la même période, les Wisigoths s’étaient donné un nouveau chef en la personne du jeune Alaric  (r. 395-410). Ayant constaté que le gros des troupes mobiles de l’Est était encore en Italie sous le commandement de Stilicon et furieux contre ce dernier qui lui avait été préféré comme magister militum (général en chef) après la bataille de la rivière froide, Alaric envahit la Mésie et la Thrace, s’avançant jusqu’aux murailles de Constantinople. Stilicon, se considérant toujours comme protecteur des deux Augustes, se hâta de venir avec les armées conjuguées de l’Est et de l’Ouest au secours d’Arcadius. Rufin considéra la chose comme une intrusion dans les affaires d’Orient et exigea d’Arcadius qu’il ordonne à Stilicon de se retirer et de retourner en Occident avec les armées de l’Ouest. Stilicon se trouvait devant un dilemme : ou bien chasser les Wisigoths de Thessalie pour le plus grand bien de la partie orientale de l’empire ou bien accéder au vœu d’Arcadius, maintenant en âge de gouverner, respectant ainsi  les souhaits du défunt Théodose. Conformément à son mandat de protecteur d’Arcadius (et constatant probablement qu’il serait difficile à ce stade de chasser les Wisigoths bien installés), il choisit de retourner en Italie, renvoyant à Constantinople les unités orientales de son armée sous le commandement d’un Wisigoth passé au service de Rome : Gaïnas. Sa revanche ne devait pas tarder. À la tête des troupes d’Orient, Gaïnas se dirigea vers Constantinople où il s’arrêta au Champ de Mars, à  proximité de la Porte d’Or. Rufin accompagnait l’empereur espérant probablement être fait coempereur à cette occasion. À la fin de la revue alors qu’il cherchait des appuis pour son élévation, un groupe de soldats de Gaïnas s’approchèrent et le poignardèrent à mort,.

### Influence d’Eutrope (395-399)
Eutrope put ainsi remplacer Rufin comme principal conseiller d’Arcadius. Peu enclin à voir revenir quelqu’un qui pourrait avoir plus d’influence que lui auprès de l’empereur, il laissa Stilicon retourner en Italie, laissant ainsi le champ libre à Alaric qui avec ses Wisigoths continua sa progression vers le Sud, exigeant un tribut d’Athènes, détruisant Corinthe et pillant méthodiquement le Péloponnèse.
L’influence d’Eutrope devait durer quatre années pendant lesquelles il chercha à renforcer le pouvoir de la bureaucratie civile et à diminuer celui des militaires, notamment en faisant exiler deux des principaux généraux de l’armée, le magister militum praesentialis Timasius sous prétexte de haute trahison et le magister utriusque militiae Abundantius dont il voulait s’approprier les domaines,.
En dépit de ses défauts, Eutrope semble avoir été un bon administrateur, restaurant les finances du gouvernement d’Orient et faisant nommer comme patriarche le brillant prédicateur d’Antioche Jean Chrysostome qui devait réformer en profondeur l’Église grecque et être particulièrement aimé de la population. Bien qu’il n’ait pas eu d’expérience militaire, Eutrope fit réformer l’état-major des armées. De plus, alors que d’autres militaires d’expérience avaient tenté en vain de faire échec aux Huns qui ravageaient l’Arménie romaine, il mena campagne contre eux, les pourchassant à travers l’Arménie jusqu’à ce qu’ils aient quitté le territoire de l’empire.
Cette brillante victoire lui valut d’être nommé consul en 399. Bien que largement honorifique maintenant, cette fonction était la plus haute que pouvait conférer l’empire et les empereurs eux-mêmes ne dédaignaient pas de l’assumer à l’occasion. Le fait qu’elle soit conférée non seulement à un non-Romain, mais de surcroît à un eunuque, non seulement horrifia la population de Constantinople, mais ne fut pas reconnue par l’Auguste d’Occident.
Gaïnas, maintenant magister militum, qui estimait ne pas avoir été suffisamment récompensé pour avoir écarté Rufin, décida de tenter sa chance. Les Ostrogoths qui avaient été installés en Asie mineure par Théodose se révoltèrent sous la conduite de leur chef Tribigild. L’empereur envoya contre eux une première force sous le commandement d’un général nommé Léon qui fut défaite. Arcadius envoya alors contre eux une deuxième force commandée par Gaïnas. Ce dernier prit le parti de ses anciens compatriotes et informa l’empereur que les Goths ne pouvant être vaincus, il se devait de céder à leurs demandes, la première étant le renvoi d’Eutrope. Arcadius céda d’autant plus facilement qu’Eutrope s’était récemment aliéné les faveurs de l’impératrice Eudoxie et était détesté par une bonne partie de la classe sénatoriale. S’alliant alors ouvertement avec Tribigild, Gaïnas entra à Constantinople avec ses troupes, stationnant les troupes goths de Tribigild à l’extérieur des murs. Son pouvoir ne dura que quelques mois. Bientôt la population se sentit menacée par la présence de tant de barbares à ses portes. L'opposition religieuse entre les Goths ariens et la population orthodoxe de la capitale était attisée par le patriarche Jean Chrysostome. Le 12 juillet 400, incitée par l'impératrice Eudoxie qui y voyait une chance de s’affirmer, la population constantinopolitaine massacra un contingent de 7 000 soldats de Gaïnas, lequel, pris de panique, se retira en Thrace.

### Influence d’Aelia Eudoxia (399-404)

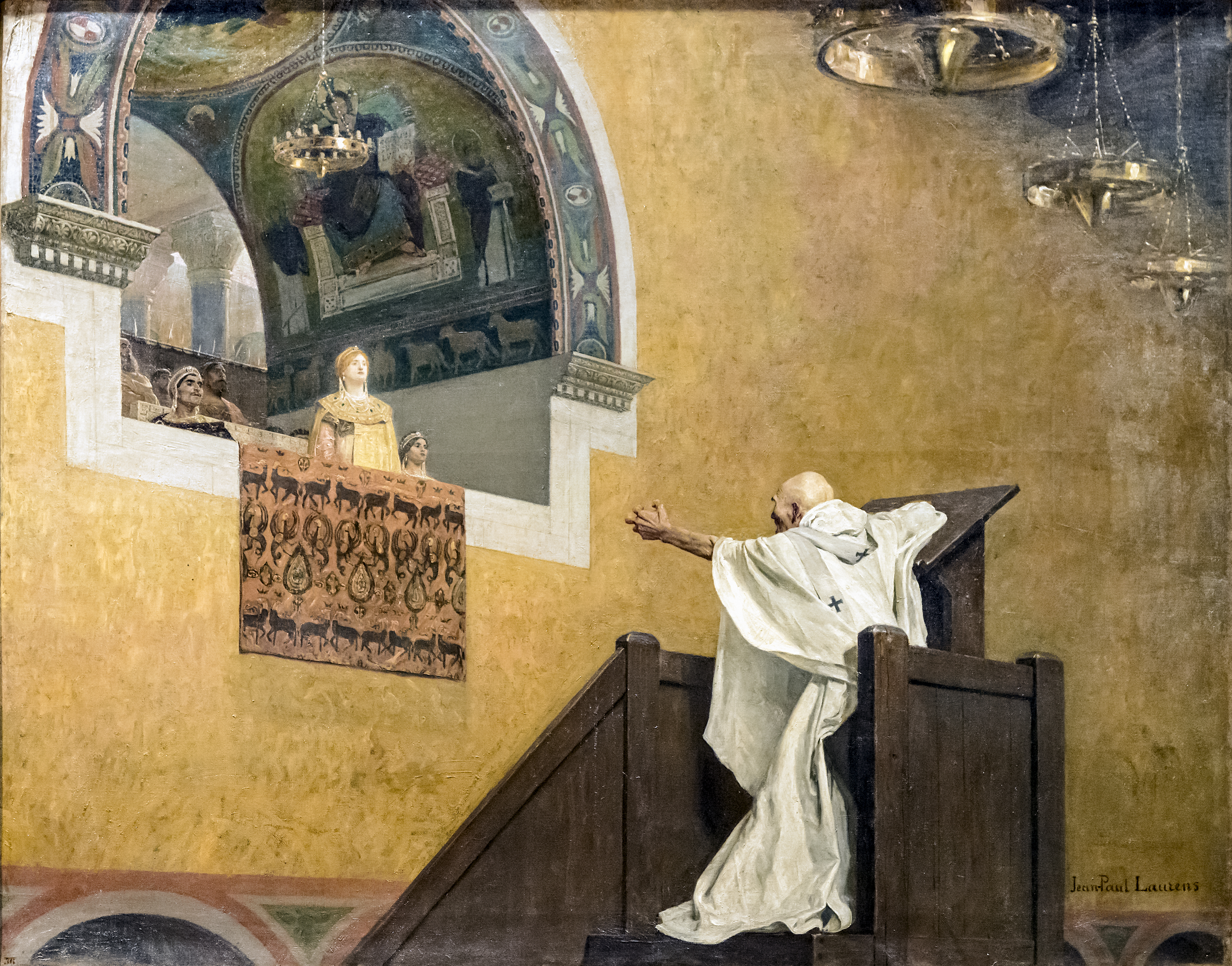
Jean Chrysostome affrontant l’impératrice dans un tableau de Jean-Paul Laurens.

Les sources se font rares à partir de cette période et il est difficile de savoir qui précisément contrôla l’empire d’Orient jusqu’à la mort d’Arcadius. Il est certain toutefois que le patriarche Jean Chrysostome et l’impératrice Eudoxia prirent le devant de la scène. D’une éblouissante beauté et dotée d’une forte personnalité, Eudoxia avait la réputation d’avoir une cohorte d’amants dont un, connu seulement sous le nom de Jean, était probablement le père de son fils Théodose, héritier du trône. Ses relations avec l’empereur se détériorèrent rapidement au point que le désaccord au sein du couple impérial était de notoriété publique.
L’impératrice et ses dames d’honneur ne cachaient ni la dépravation de leurs mœurs, ni leur goût immodéré pour le luxe ostentatoire. Cela au grand déplaisir du patriarche Jean Chrysostome, homme austère et ascétique, qui ne cessait dans ses sermons de critiquer les femmes riches et la conduite frivole que dénotaient leur façon de s’habiller, leurs bijoux et leur utilisation de produits de beauté,, remarques que l’impératrice ne manquait pas de croire dirigées contre elle. La tension monta entre les deux lorsqu’en 401, Jean Chrysostome, qui soupçonnait l’impératrice d’avoir utilisé son influence pour s’approprier les biens de l’épouse d’un sénateur déchu, la compara dans un sermon à Jézabel, l’infâme épouse du roi Achab de la Bible. Eudoxia répliqua en appuyant ouvertement l’évêque Sévérien de Gabala (aujourd’hui Jablé, en Syrie) en difficulté avec le patriarche. Comme le patriarche était très populaire dans la population, des émeutes s’ensuivirent; l’empereur et l’impératrice durent faire marche arrière et prier Chrysostome de lever l’excommunication qu’il avait prononcée contre son collègue,.
Dans son zèle réformateur Jean Chrysostome avait entrepris de redresser les mœurs du clergé non seulement à Constantinople, mais aussi en Thrace et en Anatolie, bien au-delà de son territoire de juridiction, se créant ainsi nombre d’ennemis dont le patriarche d’Alexandrie, Théophile. En 402, l’impératrice crut pouvoir se venger en convoquant Théophile à Constantinople après que quelques moines que Théophile avait excommuniés eurent fait appel de cette sentence auprès du patriarche. Une fois Théophile arrivé, un concile fut convoqué en 403, lequel convainquit Jean Chrysostome d’hérésie. Arcadius qui penchait probablement en faveur du patriarche dut exiler celui-ci, mais des émeutes furent déclenchées et il dut le rappeler presque immédiatement. Finalement Chrysostome céda et partit de lui-même en exil en 404, ce qui provoqua de graves difficultés entre l’Est et l’Ouest, l’empereur Honorius, le pape Innocent et de nombreux évêques d’Occident appuyant ouvertement le patriarche,.
La revanche de l’impératrice devait être de courte durée. Le 6 octobre de la même année, l’impératrice devait décéder des suites d’une fausse couche.

### Influence d’Anthemius (404-408)

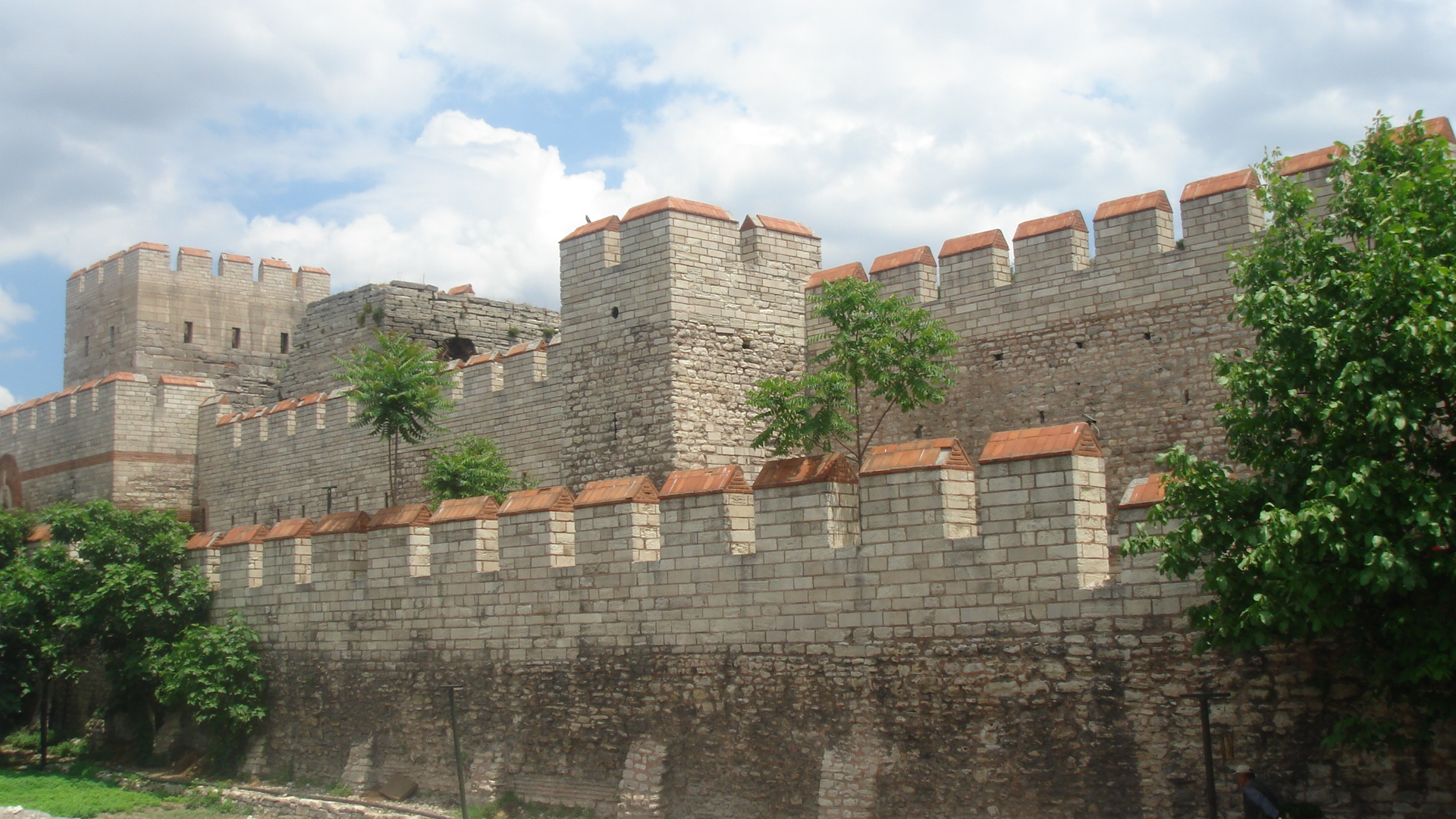
Section du mur de Théodose construit sous la supervision d’Anthemius.

À la mort de l’impératrice, il semble qu’à partir de 405, lorsqu’il devint préfet du prétoire d’Orient, ce fut Anthemius qui prit charge de la gestion de l’empire.
Il était le petit-fils de Flavius Philippus qui avait lui-même été préfet d’Orient en 346. D’abord comes sacrarum largitionum (comte des largesses sacrées) vers 400, il deviendra magister officiorum (maitre des offices = chef de la chancellerie impériale) en 404. Il occupait cette position lorsque survinrent les émeutes qui suivirent la déposition du patriarche Jean Chrysostome.
En 405 il avait été nommé consul pour l’empire d’Occident alors que Stilicon était son vis-à-vis pour l’empire d’Occident et l’année suivante il fut élevé au rang de patricien. Il devait détenir la préfecture du prétoire pendant près de dix années consécutives, chose exceptionnelle à l’époque.
Jusqu’à la mort d’Arcadius, il dut s’employer à réparer les dommages causés aux relations entre l’Est et l’Ouest par le bannissement de Jean Chrysostome et l’exaspération de son ex-collègue, le consul Stilicon, concernant les relations des deux empires avec Alaric et ses Wisigoths.
L’entente entre Gaïnas et Alaric avait causé un profond malaise à Constantinople contre les Goths et l’ancien officier supérieur de Gaïnas, Stilicon. Probablement encouragé par ce Jean qui était l’amant de l’impératrice Eudoxia, Alaric avait abandonné son poste de magister militum per Illyricum pour aller attaquer Milan. Stilicon réussit à délivrer Milan en 402 et à négocier le départ d’Alaric et de ses hommes hors de l’Italie. Cet épisode avait suffisamment traumatisé le gouvernement pour que la décision soit prise de transférer la capitale de l’empire de l’Ouest de Milan à Ravenne. Alaric toutefois était simplement retourné dans le diocèse d’Illyricum. Stilicon persuada alors Alaric de s’emparer de la préfecture d’Illyricum pour l’Ouest. Au début de 407, Alaric s’était déjà emparé de l’Épire et attendait les troupes promises par Stilicon. C’est alors que nombre de tribus germaniques traversèrent le Rhin et que des révoltes éclatèrent en Bretagne et en Gaule. Stilicon dut abandonner ses projets de conquête et dédommager Alaric pour son effort de guerre,.
Peu après, le 1er mai 408, Arcadius mourait, remplacé par son fils âgé de sept ans, Théodose II. Prince faible, comme son père, Théodose II demeurera toujours sous l'influence de son entourage, celle d’Anthémius d’abord qui restera en poste jusqu’en 414, celle de sa sœur Pulchérie de 414 à 421 par la suite. Puis, ce sera le tour de Cyrus de Panopolis, préfet de Constantinople qui cumulera également la charge de préfet du prétoire d’Orient entre 426 et 431. Enfin ce sera celle de Nomus, maître des offices de 443 à 446, et  celle de son ami l'eunuque Chrysaphios.

## Généalogie théodosienne
|                                      |                                      |                                      |                                      |                                      |                                      |          |          |                           |                           | Valentinien Ier 321 - †375 | Valentinien Ier 321 - †375 | Valentinien Ier 321 - †375 | Valentinien Ier 321 - †375 | Valentinien Ier 321 - †375  | Valentinien Ier 321 - †375 |                          |                          | Justine                     | Justine                     | Justine                     | Justine                     | Justine                     | Justine                     |                            |                            | Théodose l'Ancien          | Théodose l'Ancien          | Théodose l'Ancien   | Théodose l'Ancien   | Théodose l'Ancien      | Théodose l'Ancien      |                        |                        | Thermantia             | Thermantia             | Thermantia      | Thermantia      | Thermantia      | Thermantia      |                                   |                                   |                                   |                                   |                                   |                                   |                     |                     |                                     |                                     |                                     |                                     |                                      |                                      |                                      |                                      |                                        |                                        |                                        |                                        |                                        |                                        |       |       |       |       |          |          |          |          |          |          |        |        |          |          |          |          |            |            |            |            |            |            |
|                                      |                                      |                                      |                                      |                                      |                                      |          |          |                           |                           | Valentinien Ier 321 - †375 | Valentinien Ier 321 - †375 | Valentinien Ier 321 - †375 | Valentinien Ier 321 - †375 | Valentinien Ier 321 - †375  | Valentinien Ier 321 - †375 |                          |                          | Justine                     | Justine                     | Justine                     | Justine                     | Justine                     | Justine                     |                            |                            | Théodose l'Ancien          | Théodose l'Ancien          | Théodose l'Ancien   | Théodose l'Ancien   | Théodose l'Ancien      | Théodose l'Ancien      |                        |                        | Thermantia             | Thermantia             | Thermantia      | Thermantia      | Thermantia      | Thermantia      |                                   |                                   |                                   |                                   |                                   |                                   |                     |                     |                                     |                                     |                                     |                                     |                                      |                                      |                                      |                                      |                                        |                                        |                                        |                                        |                                        |                                        |       |       |       |       |          |          |          |          |          |          |        |        |          |          |          |          |            |            |            |            |            |            |
|                                      |                                      |                                      |                                      |                                      |                                      |          |          |                           |                           |                            |                            |                            |                            |                             |                            |                          |                          |                             |                             |                             |                             |                             |                             |                            |                            |                            |                            |                     |                     |                        |                        |                        |                        |                        |                        |                 |                 |                 |                 |                                   |                                   |                                   |                                   |                                   |                                   |                     |                     |                                     |                                     |                                     |                                     |                                      |                                      |                                      |                                      |                                        |                                        |                                        |                                        |                                        |                                        |       |       |       |       |          |          |          |          |          |          |        |        |          |          |          |          |            |            |            |            |            |            |
|                                      |                                      |                                      |                                      |                                      |                                      |          |          |                           |                           |                            |                            |                            |                            |                             |                            |                          |                          |                             |                             |                             |                             |                             |                             |                            |                            |                            |                            |                     |                     |                        |                        |                        |                        |                        |                        |                 |                 |                 |                 |                                   |                                   |                                   |                                   |                                   |                                   |                     |                     |                                     |                                     |                                     |                                     |                                      |                                      |                                      |                                      |                                        |                                        |                                        |                                        |                                        |                                        |       |       |       |       |          |          |          |          |          |          |        |        |          |          |          |          |            |            |            |            |            |            |
|                                      |                                      |                                      |                                      |                                      |                                      |          |          |                           |                           |                            |                            |                            |                            | Aelia Galla                 | Aelia Galla                | Aelia Galla              | Aelia Galla              | Aelia Galla                 | Aelia Galla                 |                             |                             | Théodose Ier 379 - †395     | Théodose Ier 379 - †395     | Théodose Ier 379 - †395    | Théodose Ier 379 - †395    | Théodose Ier 379 - †395    | Théodose Ier 379 - †395    |                     |                     | Aelia Flacilla         | Aelia Flacilla         | Aelia Flacilla         | Aelia Flacilla         | Aelia Flacilla         | Aelia Flacilla         |                 |                 |                 |                 |                                   |                                   |                                   |                                   |                                   |                                   |                     |                     |                                     |                                     |                                     |                                     |                                      |                                      |                                      |                                      |                                        |                                        |                                        |                                        |                                        |                                        |       |       |       |       | Honorius | Honorius | Honorius | Honorius | Honorius | Honorius |        |        |          |          |          |          |            |            |            |            |            |            |
|                                      |                                      |                                      |                                      |                                      |                                      |          |          |                           |                           |                            |                            |                            |                            | Aelia Galla                 | Aelia Galla                | Aelia Galla              | Aelia Galla              | Aelia Galla                 | Aelia Galla                 |                             |                             | Théodose Ier 379 - †395     | Théodose Ier 379 - †395     | Théodose Ier 379 - †395    | Théodose Ier 379 - †395    | Théodose Ier 379 - †395    | Théodose Ier 379 - †395    |                     |                     | Aelia Flacilla         | Aelia Flacilla         | Aelia Flacilla         | Aelia Flacilla         | Aelia Flacilla         | Aelia Flacilla         |                 |                 |                 |                 |                                   |                                   |                                   |                                   |                                   |                                   |                     |                     |                                     |                                     |                                     |                                     |                                      |                                      |                                      |                                      |                                        |                                        |                                        |                                        |                                        |                                        |       |       |       |       | Honorius | Honorius | Honorius | Honorius | Honorius | Honorius |        |        |          |          |          |          |            |            |            |            |            |            |
|                                      |                                      |                                      |                                      |                                      |                                      |          |          |                           |                           |                            |                            |                            |                            |                             |                            |                          |                          |                             |                             |                             |                             |                             |                             |                            |                            |                            |                            |                     |                     |                        |                        |                        |                        |                        |                        |                 |                 |                 |                 |                                   |                                   |                                   |                                   |                                   |                                   |                     |                     |                                     |                                     |                                     |                                     |                                      |                                      |                                      |                                      |                                        |                                        |                                        |                                        |                                        |                                        |       |       |       |       |          |          |          |          |          |          |        |        |          |          |          |          |            |            |            |            |            |            |
|                                      |                                      |                                      |                                      |                                      |                                      |          |          |                           |                           |                            |                            |                            |                            |                             |                            |                          |                          |                             |                             |                             |                             |                             |                             |                            |                            |                            |                            |                     |                     |                        |                        |                        |                        |                        |                        |                 |                 |                 |                 |                                   |                                   |                                   |                                   |                                   |                                   |                     |                     |                                     |                                     |                                     |                                     |                                      |                                      |                                      |                                      |                                        |                                        |                                        |                                        |                                        |                                        |       |       |       |       |          |          |          |          |          |          |        |        |          |          |          |          |            |            |            |            |            |            |
| Athaulf roi des Wisigoths 411 - †415 | Athaulf roi des Wisigoths 411 - †415 | Athaulf roi des Wisigoths 411 - †415 | Athaulf roi des Wisigoths 411 - †415 | Athaulf roi des Wisigoths 411 - †415 | Athaulf roi des Wisigoths 411 - †415 |          |          | Galla Placidia 388 - †450 | Galla Placidia 388 - †450 | Galla Placidia 388 - †450  | Galla Placidia 388 - †450  | Galla Placidia 388 - †450  | Galla Placidia 388 - †450  |                             |                            | Constance III †421       | Constance III †421       | Constance III †421          | Constance III †421          | Constance III †421          | Constance III †421          |                             |                             | Arcadius 395 - †408        | Arcadius 395 - †408        | Arcadius 395 - †408        | Arcadius 395 - †408        | Arcadius 395 - †408 | Arcadius 395 - †408 |                        |                        | Eudoxie                | Eudoxie                | Eudoxie                | Eudoxie                | Eudoxie         | Eudoxie         |                 |                 | Marie fille de Stilicon et Serena | Marie fille de Stilicon et Serena | Marie fille de Stilicon et Serena | Marie fille de Stilicon et Serena | Marie fille de Stilicon et Serena | Marie fille de Stilicon et Serena |                     |                     | Honorius 395 - †423                 | Honorius 395 - †423                 | Honorius 395 - †423                 | Honorius 395 - †423                 | Honorius 395 - †423                  | Honorius 395 - †423                  |                                      |                                      | Thermantia fille de Stilicon et Serena | Thermantia fille de Stilicon et Serena | Thermantia fille de Stilicon et Serena | Thermantia fille de Stilicon et Serena | Thermantia fille de Stilicon et Serena | Thermantia fille de Stilicon et Serena |       |       |       |       | Serena   | Serena   | Serena   | Serena   | Serena   | Serena   |        |        | Stilicon | Stilicon | Stilicon | Stilicon | Stilicon   | Stilicon   |            |            |            |            |
| Athaulf roi des Wisigoths 411 - †415 | Athaulf roi des Wisigoths 411 - †415 | Athaulf roi des Wisigoths 411 - †415 | Athaulf roi des Wisigoths 411 - †415 | Athaulf roi des Wisigoths 411 - †415 | Athaulf roi des Wisigoths 411 - †415 |          |          | Galla Placidia 388 - †450 | Galla Placidia 388 - †450 | Galla Placidia 388 - †450  | Galla Placidia 388 - †450  | Galla Placidia 388 - †450  | Galla Placidia 388 - †450  |                             |                            | Constance III †421       | Constance III †421       | Constance III †421          | Constance III †421          | Constance III †421          | Constance III †421          |                             |                             | Arcadius 395 - †408        | Arcadius 395 - †408        | Arcadius 395 - †408        | Arcadius 395 - †408        | Arcadius 395 - †408 | Arcadius 395 - †408 |                        |                        | Eudoxie                | Eudoxie                | Eudoxie                | Eudoxie                | Eudoxie         | Eudoxie         |                 |                 | Marie fille de Stilicon et Serena | Marie fille de Stilicon et Serena | Marie fille de Stilicon et Serena | Marie fille de Stilicon et Serena | Marie fille de Stilicon et Serena | Marie fille de Stilicon et Serena |                     |                     | Honorius 395 - †423                 | Honorius 395 - †423                 | Honorius 395 - †423                 | Honorius 395 - †423                 | Honorius 395 - †423                  | Honorius 395 - †423                  |                                      |                                      | Thermantia fille de Stilicon et Serena | Thermantia fille de Stilicon et Serena | Thermantia fille de Stilicon et Serena | Thermantia fille de Stilicon et Serena | Thermantia fille de Stilicon et Serena | Thermantia fille de Stilicon et Serena |       |       |       |       | Serena   | Serena   | Serena   | Serena   | Serena   | Serena   |        |        | Stilicon | Stilicon | Stilicon | Stilicon | Stilicon   | Stilicon   |            |            |            |            |
|                                      |                                      |                                      |                                      |                                      |                                      |          |          |                           |                           |                            |                            |                            |                            |                             |                            |                          |                          |                             |                             |                             |                             |                             |                             |                            |                            |                            |                            |                     |                     |                        |                        |                        |                        |                        |                        |                 |                 |                 |                 |                                   |                                   |                                   |                                   |                                   |                                   |                     |                     |                                     |                                     |                                     |                                     |                                      |                                      |                                      |                                      |                                        |                                        |                                        |                                        |                                        |                                        |       |       |       |       |          |          |          |          |          |          |        |        |          |          |          |          |            |            |            |            |            |            |
|                                      |                                      |                                      |                                      |                                      |                                      |          |          |                           |                           |                            |                            |                            |                            |                             |                            |                          |                          |                             |                             |                             |                             |                             |                             |                            |                            |                            |                            |                     |                     |                        |                        |                        |                        |                        |                        |                 |                 |                 |                 |                                   |                                   |                                   |                                   |                                   |                                   |                     |                     |                                     |                                     |                                     |                                     |                                      |                                      |                                      |                                      |                                        |                                        |                                        |                                        |                                        |                                        |       |       |       |       |          |          |          |          |          |          |        |        |          |          |          |          |            |            |            |            |            |            |
|                                      |                                      |                                      |                                      | Théodose                             | Théodose                             | Théodose | Théodose | Théodose                  | Théodose                  |                            |                            | Honoria                    | Honoria                    | Honoria                     | Honoria                    | Honoria                  | Honoria                  |                             |                             |                             |                             | Valentinien III 419 - †455  | Valentinien III 419 - †455  | Valentinien III 419 - †455 | Valentinien III 419 - †455 | Valentinien III 419 - †455 | Valentinien III 419 - †455 |                     |                     | Théodose II 401 - †450 | Théodose II 401 - †450 | Théodose II 401 - †450 | Théodose II 401 - †450 | Théodose II 401 - †450 | Théodose II 401 - †450 |                 |                 | Eudocie         | Eudocie         | Eudocie                           | Eudocie                           | Eudocie                           | Eudocie                           |                                   |                                   | Pulchérie           | Pulchérie           | Pulchérie                           | Pulchérie                           | Pulchérie                           | Pulchérie                           |                                      |                                      | Marcien 450 - †457                   | Marcien 450 - †457                   | Marcien 450 - †457                     | Marcien 450 - †457                     | Marcien 450 - †457                     | Marcien 450 - †457                     |                                        |                                        | Marie | Marie | Marie | Marie | Marie    | Marie    |          |          | Eucher   | Eucher   | Eucher | Eucher | Eucher   | Eucher   |          |          | Thermantia | Thermantia | Thermantia | Thermantia | Thermantia | Thermantia |
|                                      |                                      |                                      |                                      | Théodose                             | Théodose                             | Théodose | Théodose | Théodose                  | Théodose                  |                            |                            | Honoria                    | Honoria                    | Honoria                     | Honoria                    | Honoria                  | Honoria                  |                             |                             |                             |                             | Valentinien III 419 - †455  | Valentinien III 419 - †455  | Valentinien III 419 - †455 | Valentinien III 419 - †455 | Valentinien III 419 - †455 | Valentinien III 419 - †455 |                     |                     | Théodose II 401 - †450 | Théodose II 401 - †450 | Théodose II 401 - †450 | Théodose II 401 - †450 | Théodose II 401 - †450 | Théodose II 401 - †450 |                 |                 | Eudocie         | Eudocie         | Eudocie                           | Eudocie                           | Eudocie                           | Eudocie                           |                                   |                                   | Pulchérie           | Pulchérie           | Pulchérie                           | Pulchérie                           | Pulchérie                           | Pulchérie                           |                                      |                                      | Marcien 450 - †457                   | Marcien 450 - †457                   | Marcien 450 - †457                     | Marcien 450 - †457                     | Marcien 450 - †457                     | Marcien 450 - †457                     |                                        |                                        | Marie | Marie | Marie | Marie | Marie    | Marie    |          |          | Eucher   | Eucher   | Eucher | Eucher | Eucher   | Eucher   |          |          | Thermantia | Thermantia | Thermantia | Thermantia | Thermantia | Thermantia |
|                                      |                                      |                                      |                                      |                                      |                                      |          |          |                           |                           |                            |                            |                            |                            |                             |                            |                          |                          |                             |                             |                             |                             |                             |                             |                            |                            |                            |                            |                     |                     |                        |                        |                        |                        |                        |                        |                 |                 |                 |                 |                                   |                                   |                                   |                                   |                                   |                                   |                     |                     |                                     |                                     |                                     |                                     |                                      |                                      |                                      |                                      |                                        |                                        |                                        |                                        |                                        |                                        |       |       |       |       |          |          |          |          |          |          |        |        |          |          |          |          |            |            |            |            |            |            |
|                                      |                                      |                                      |                                      |                                      |                                      |          |          |                           |                           |                            |                            |                            |                            |                             |                            |                          |                          |                             |                             |                             |                             |                             |                             |                            |                            |                            |                            |                     |                     |                        |                        |                        |                        |                        |                        | Licinia Eudoxia | Licinia Eudoxia | Licinia Eudoxia | Licinia Eudoxia | Licinia Eudoxia                   | Licinia Eudoxia                   |                                   |                                   | Pétrone Maxime †455               | Pétrone Maxime †455               | Pétrone Maxime †455 | Pétrone Maxime †455 | Pétrone Maxime †455                 | Pétrone Maxime †455                 |                                     |                                     | Genséric roi des Vandales 428 - †477 | Genséric roi des Vandales 428 - †477 | Genséric roi des Vandales 428 - †477 | Genséric roi des Vandales 428 - †477 | Genséric roi des Vandales 428 - †477   | Genséric roi des Vandales 428 - †477   |                                        |                                        |                                        |                                        |       |       |       |       |          |          |          |          |          |          |        |        |          |          |          |          |            |            |            |            |            |            |
|                                      |                                      |                                      |                                      |                                      |                                      |          |          |                           |                           |                            |                            |                            |                            |                             |                            |                          |                          |                             |                             |                             |                             |                             |                             |                            |                            |                            |                            |                     |                     |                        |                        |                        |                        |                        |                        | Licinia Eudoxia | Licinia Eudoxia | Licinia Eudoxia | Licinia Eudoxia | Licinia Eudoxia                   | Licinia Eudoxia                   |                                   |                                   | Pétrone Maxime †455               | Pétrone Maxime †455               | Pétrone Maxime †455 | Pétrone Maxime †455 | Pétrone Maxime †455                 | Pétrone Maxime †455                 |                                     |                                     | Genséric roi des Vandales 428 - †477 | Genséric roi des Vandales 428 - †477 | Genséric roi des Vandales 428 - †477 | Genséric roi des Vandales 428 - †477 | Genséric roi des Vandales 428 - †477   | Genséric roi des Vandales 428 - †477   |                                        |                                        |                                        |                                        |       |       |       |       |          |          |          |          |          |          |        |        |          |          |          |          |            |            |            |            |            |            |
|                                      |                                      |                                      |                                      |                                      |                                      |          |          |                           |                           |                            |                            |                            |                            |                             |                            |                          |                          |                             |                             |                             |                             |                             |                             |                            |                            |                            |                            |                     |                     |                        |                        |                        |                        |                        |                        |                 |                 |                 |                 |                                   |                                   |                                   |                                   |                                   |                                   |                     |                     |                                     |                                     |                                     |                                     |                                      |                                      |                                      |                                      |                                        |                                        |                                        |                                        |                                        |                                        |       |       |       |       |          |          |          |          |          |          |        |        |          |          |          |          |            |            |            |            |            |            |
|                                      |                                      |                                      |                                      |                                      |                                      |          |          |                           |                           |                            |                            |                            |                            |                             |                            |                          |                          |                             |                             |                             |                             |                             |                             |                            |                            |                            |                            |                     |                     |                        |                        |                        |                        |                        |                        |                 |                 |                 |                 |                                   |                                   |                                   |                                   |                                   |                                   |                     |                     |                                     |                                     |                                     |                                     |                                      |                                      |                                      |                                      |                                        |                                        |                                        |                                        |                                        |                                        |       |       |       |       |          |          |          |          |          |          |        |        |          |          |          |          |            |            |            |            |            |            |
|                                      |                                      |                                      |                                      |                                      |                                      |          |          |                           |                           |                            |                            |                            |                            | Olybrius (empereur) †472    | Olybrius (empereur) †472   | Olybrius (empereur) †472 | Olybrius (empereur) †472 | Olybrius (empereur) †472    | Olybrius (empereur) †472    |                             |                             | Galla Placidia la Jeune     | Galla Placidia la Jeune     | Galla Placidia la Jeune    | Galla Placidia la Jeune    | Galla Placidia la Jeune    | Galla Placidia la Jeune    |                     |                     |                        |                        |                        |                        |                        |                        |                 |                 |                 |                 |                                   |                                   |                                   |                                   | Eudoxia                           | Eudoxia                           | Eudoxia             | Eudoxia             | Eudoxia                             | Eudoxia                             |                                     |                                     | Hunéric roi des Vandales 477 - †484  | Hunéric roi des Vandales 477 - †484  | Hunéric roi des Vandales 477 - †484  | Hunéric roi des Vandales 477 - †484  | Hunéric roi des Vandales 477 - †484    | Hunéric roi des Vandales 477 - †484    |                                        |                                        |                                        |                                        |       |       |       |       |          |          |          |          |          |          |        |        |          |          |          |          |            |            |            |            |            |            |
|                                      |                                      |                                      |                                      |                                      |                                      |          |          |                           |                           |                            |                            |                            |                            | Olybrius (empereur) †472    | Olybrius (empereur) †472   | Olybrius (empereur) †472 | Olybrius (empereur) †472 | Olybrius (empereur) †472    | Olybrius (empereur) †472    |                             |                             | Galla Placidia la Jeune     | Galla Placidia la Jeune     | Galla Placidia la Jeune    | Galla Placidia la Jeune    | Galla Placidia la Jeune    | Galla Placidia la Jeune    |                     |                     |                        |                        |                        |                        |                        |                        |                 |                 |                 |                 |                                   |                                   |                                   |                                   | Eudoxia                           | Eudoxia                           | Eudoxia             | Eudoxia             | Eudoxia                             | Eudoxia                             |                                     |                                     | Hunéric roi des Vandales 477 - †484  | Hunéric roi des Vandales 477 - †484  | Hunéric roi des Vandales 477 - †484  | Hunéric roi des Vandales 477 - †484  | Hunéric roi des Vandales 477 - †484    | Hunéric roi des Vandales 477 - †484    |                                        |                                        |                                        |                                        |       |       |       |       |          |          |          |          |          |          |        |        |          |          |          |          |            |            |            |            |            |            |
|                                      |                                      |                                      |                                      |                                      |                                      |          |          |                           |                           |                            |                            |                            |                            |                             |                            |                          |                          |                             |                             |                             |                             |                             |                             |                            |                            |                            |                            |                     |                     |                        |                        |                        |                        |                        |                        |                 |                 |                 |                 |                                   |                                   |                                   |                                   |                                   |                                   |                     |                     |                                     |                                     |                                     |                                     |                                      |                                      |                                      |                                      |                                        |                                        |                                        |                                        |                                        |                                        |       |       |       |       |          |          |          |          |          |          |        |        |          |          |          |          |            |            |            |            |            |            |
|                                      |                                      |                                      |                                      |                                      |                                      |          |          |                           |                           |                            |                            |                            |                            |                             |                            |                          |                          | Anicia Juliana ∞ Areobindus | Anicia Juliana ∞ Areobindus | Anicia Juliana ∞ Areobindus | Anicia Juliana ∞ Areobindus | Anicia Juliana ∞ Areobindus | Anicia Juliana ∞ Areobindus |                            |                            |                            |                            |                     |                     |                        |                        |                        |                        |                        |                        |                 |                 |                 |                 |                                   |                                   |                                   |                                   |                                   |                                   |                     |                     | Hildéric roi des Vandales 523 - 530 | Hildéric roi des Vandales 523 - 530 | Hildéric roi des Vandales 523 - 530 | Hildéric roi des Vandales 523 - 530 | Hildéric roi des Vandales 523 - 530  | Hildéric roi des Vandales 523 - 530  |                                      |                                      |                                        |                                        |                                        |                                        |                                        |                                        |       |       |       |       |          |          |          |          |          |          |        |        |          |          |          |          |            |            |            |            |            |            |
|                                      |                                      |                                      |                                      |                                      |                                      |          |          |                           |                           |                            |                            |                            |                            |                             |                            |                          |                          | Anicia Juliana ∞ Areobindus | Anicia Juliana ∞ Areobindus | Anicia Juliana ∞ Areobindus | Anicia Juliana ∞ Areobindus | Anicia Juliana ∞ Areobindus | Anicia Juliana ∞ Areobindus |                            |                            |                            |                            |                     |                     |                        |                        |                        |                        |                        |                        |                 |                 |                 |                 |                                   |                                   |                                   |                                   |                                   |                                   |                     |                     | Hildéric roi des Vandales 523 - 530 | Hildéric roi des Vandales 523 - 530 | Hildéric roi des Vandales 523 - 530 | Hildéric roi des Vandales 523 - 530 | Hildéric roi des Vandales 523 - 530  | Hildéric roi des Vandales 523 - 530  |                                      |                                      |                                        |                                        |                                        |                                        |                                        |                                        |       |       |       |       |          |          |          |          |          |          |        |        |          |          |          |          |            |            |            |            |            |            |
|                                      |                                      |                                      |                                      |                                      |                                      |          |          |                           |                           | Irène nièce d'Anastase Ier | Irène nièce d'Anastase Ier | Irène nièce d'Anastase Ier | Irène nièce d'Anastase Ier | Irène nièce d'Anastase Ier  | Irène nièce d'Anastase Ier |                          |                          | Anicius Olybrius            | Anicius Olybrius            | Anicius Olybrius            | Anicius Olybrius            | Anicius Olybrius            | Anicius Olybrius            |                            |                            |                            |                            |                     |                     |                        |                        |                        |                        |                        |                        |                 |                 |                 |                 |                                   |                                   |                                   |                                   |                                   |                                   |                     |                     |                                     |                                     |                                     |                                     |                                      |                                      |                                      |                                      |                                        |                                        |                                        |                                        |                                        |                                        |       |       |       |       |          |          |          |          |          |          |        |        |          |          |          |          |            |            |            |            |            |            |
|                                      |                                      |                                      |                                      |                                      |                                      |          |          |                           |                           | Irène nièce d'Anastase Ier | Irène nièce d'Anastase Ier | Irène nièce d'Anastase Ier | Irène nièce d'Anastase Ier | Irène nièce d'Anastase Ier  | Irène nièce d'Anastase Ier |                          |                          | Anicius Olybrius            | Anicius Olybrius            | Anicius Olybrius            | Anicius Olybrius            | Anicius Olybrius            | Anicius Olybrius            |                            |                            |                            |                            |                     |                     |                        |                        |                        |                        |                        |                        |                 |                 |                 |                 |                                   |                                   |                                   |                                   |                                   |                                   |                     |                     |                                     |                                     |                                     |                                     |                                      |                                      |                                      |                                      |                                        |                                        |                                        |                                        |                                        |                                        |       |       |       |       |          |          |          |          |          |          |        |        |          |          |          |          |            |            |            |            |            |            |
|                                      |                                      |                                      |                                      |                                      |                                      |          |          |                           |                           |                            |                            |                            |                            |                             |                            |                          |                          |                             |                             |                             |                             |                             |                             |                            |                            |                            |                            |                     |                     |                        |                        |                        |                        |                        |                        |                 |                 |                 |                 |                                   |                                   |                                   |                                   |                                   |                                   |                     |                     |                                     |                                     |                                     |                                     |                                      |                                      |                                      |                                      |                                        |                                        |                                        |                                        |                                        |                                        |       |       |       |       |          |          |          |          |          |          |        |        |          |          |          |          |            |            |            |            |            |            |
|                                      |                                      |                                      |                                      |                                      |                                      |          |          |                           |                           |                            |                            |                            |                            | Famille impériale byzantine |                            |                          |                          |                             |                             |                             |                             |                             |                             |                            |                            |                            |                            |                     |                     |                        |                        |                        |                        |                        |                        |                 |                 |                 |                 |                                   |                                   |                                   |                                   |                                   |                                   |                     |                     |                                     |                                     |                                     |                                     |                                      |                                      |                                      |                                      |                                        |                                        |                                        |                                        |                                        |                                        |       |       |       |       |          |          |          |          |          |          |        |        |          |          |          |          |            |            |            |            |            |            |